# Strijkkwartet nr. 2 (Bax)
Arnold Bax voltooide zijn Strijkkwartet nr. 2 in e mineur op 5 februari 1925. Alhoewel genummerd nummer 2, was het zijn vierde (uit totaal vijf) strijkkwartet na het niet uitgegeven strijkkwartet in A (1902), een strijkkwartet in E (1903, later deels gebruikt in Cathaleen-ni-Hoolihan) en het populaire Strijkkwartet nr. 1. Strijkkwartet nr. 3 kwam in 1936.
Het werk ontstond toen Bax bezig was met het schrijven van zijn Symfonie nr. 2. Alhoewel voltooid in 1925; het verscheen pas twee jaar later in druk en toen vond ook de première plaats (15 maart 1927). Het werk wordt gekenmerkt door een voor Bax vreemde somberheid. Hij zou bij het terughoren 25 jaar later typeren als: "I must say I enjoyed it". Het begint met een langzame opening (21 maten lang) door de cello, die toch al een belangrijke stem in het werk heeft. 
Het kwartet kent de klassieke driedelige opzet voorafgegaan door de cellosolo en afsluiting met een coda:
- Allegro – tempo vivace
- Lento molto espressivo – poco allegro
- Allegro vivace - lento